# New Zealand Ice Hockey League 2012
Die Saison 2012 war die achte Spielzeit der New Zealand Ice Hockey League, der höchsten neuseeländischen Eishockeyspielklasse. Meister wurden zum insgesamt zweiten Mal in der Vereinsgeschichte die Canterbury Red Devils.

## Modus
In der Regulären Saison absolviert jede der fünf Mannschaften insgesamt 16 Spiele. Die beiden bestplatzierten Mannschaften qualifizieren sich für das Meisterschaftsfinale. Für einen Sieg nach regulärer Spielzeit erhält jede Mannschaft drei Punkte, für einen Sieg nach Overtime zwei Punkte, für eine Niederlage nach Overtime einen Punkt und für eine Niederlage nach der regulären Spielzeit null Punkte.

## Reguläre Saison

### Tabelle
|    | Klub                   | Sp | S  | OTS | OTN | N  | Tore  | Punkte |
| -- | ---------------------- | -- | -- | --- | --- | -- | ----- | ------ |
| 1. | Southern Stampede      | 16 | 10 | 1   | 0   | 5  | 82:61 | 32     |
| 2. | Canterbury Red Devils  | 16 | 7  | 3   | 2   | 4  | 80:68 | 29     |
| 3. | Dunedin Thunder        | 16 | 8  | 1   | 2   | 5  | 76:66 | 28     |
| 4. | West Auckland Admirals | 16 | 5  | 2   | 1   | 8  | 74:81 | 20     |
| 5. | Botany Swarm           | 16 | 3  | 0   | 2   | 11 | 45:81 | 11     |

## Finale
- Southern Stampede – Canterbury Red Devils 5:6 n. P.